# Conops bellus
Conops bellus är en tvåvingeart som beskrevs av Adams 1903. Conops bellus ingår i släktet Conops och familjen stekelflugor.
Artens utbredningsområde är Zimbabwe. Inga underarter finns listade i Catalogue of Life.